# Norra Ny distrikt
Norra Ny distrikt är ett distrikt i Torsby kommun och Värmlands län. Distriktet ligger omkring Stöllet och Ambjörby i norra Värmland.

## Tidigare administrativ tillhörighet
Distriktet inrättades 2016 och utgörs av Norra Ny socken i Torsby kommun.
Området motsvarar den omfattning Norra Ny församling hade vid årsskiftet 1999/2000.

## Tätorter och småorter
I Norra Ny distrikt finns en tätort och en småort.

### Tätorter
- Stöllet

### Småorter
- Ambjörby